# Fibulia conulissima
Fibulia conulissima är en svampdjursart som först beskrevs av Thomas Whitelegge 1906.  Fibulia conulissima ingår i släktet Fibulia och familjen Dendoricellidae. Inga underarter finns listade i Catalogue of Life.